# E. John Hinch
Edward John Hinch, genannt John, häufig E. J. Hinch zitiert, (* 4. März 1947) ist ein britischer Angewandter Mathematiker. Er ist Professor für Hydrodynamik an der Universität Cambridge und Fellow des Trinity College (Cambridge).
Hinch wurde 1972 bei George Keith Batchelor an der Universität Cambridge promoviert (The Mechanics of Suspensions of Particles in Fluids, with an Additional Section on Convection Due to a Moving Heat Source). Danach war er Assistant Lecturer in Mathematik in Cambridge, 1974 Lecturer, 1994 Reader und ab 1998 Professor. Ab 1971 war er Fellow des Trinity College.
Er befasste sich unter anderem mit Mikro-Hydrodynamik, kolloidaler Dispersion, Fluss durch poröse Medien, Polymer-Rheologie und Hydrodynamik Nicht-Newtonscher Flüssigkeiten. Dabei befasst er sich auch mit industriellen Anwendungen.
2010 erhielt er den Hydrodynamik-Preis der American Physical Society und im selben Jahr den European Mechanics Society Fluid Dynamics Prize. Er ist Fellow der Royal Society, Fellow der American Physical Society und der National Academy of Engineering (2012), Mitglied der Academia Europaea (2011) und Ritter des Ordre national du Mérite (1997).

## Schriften
- Perturbation Methods, Cambridge Tracts in Applied Mathematics, Cambridge University Press 1991